# Orsan
Orsan là một xã trong vùng Occitanie. Xã Orsan nằm ở khu vực có độ cao trung bình 42 mét trên mực nước biển.